# Michael Arata
Michael Arata (New Orleans, 23 febbraio 1966) è un attore e produttore cinematografico statunitense.

## Biografia
Dal 2000 diventa produttore cinematografico anche se incomincia la sua carriera di attore dal 1993 partecipando a qualche episodio di qualche serie tv ma a livello cinematografico anche oggi non è riuscito a sfondare oltre a qualche film come Tentazione mortale dov'è tra i protagonisti unico dei suoi pochi ruoli principali. Negli anni recenti a continuato a lavorare come produttore avendo più successo e producendo più film anche se la carriera di attore continua sempre con comparse e ruoli minori.

## Filmografia

### Cinema
- Pazzi in Alabama (Crazy in Alabama), regia di Antonio Banderas (1999)
- Above & Beyond, regia di Stuart Alexander (2001)
- Malpractice, regia di Micky Dolenz (2001)
- Tentazione mortale (Tempted), regia di Bill Bennett (2001)
- The Badge - Inchiesta scandalo (The Badge), regia di Robbie Henson (2002)
- La giuria (Runaway Jury), regia di Gary Fleder (2003)
- Deal - Il re del poker, regia di Rodrigo García (2008)
- Night of the Demons, regia di Adam Gierasch (2009)
- Love, Wedding, Marriage, regia di Dermot Mulroney (2011)
- Carjacked - La strada della paura (Carjacked), regia di John Bonito (2011)
- The Pool Boys, regia di J.B. Rogers (2011)
- Il luogo delle ombre (Odd Thomas), regia di Stephen Sommers (2013)
- Another Dirty Movie, regia di Jonathan Silverman (2013)

### Televisione
- La valle dei pini (All My Children) – serie TV, 199 episodi (1990-2001)
- Una vita da vivere (One Life to Live) – serie TV, 174 episodi (2004-2008)
- Un giorno perfetto (A Perfect Day), regia di Peter Levin – film TV (2006)
- Ricochet - La maschera della vendetta (Ricochet), regia di Nick Gomez – film TV (2011)